# Straż Praw
Straż Praw – centralny organ zarządu państwem działający pod przewodnictwem króla, ustanowiony przez Konstytucję 3 maja, zastępujący Radę Nieustającą, funkcjonującą w ostatnich latach Rzeczypospolitej Obojga Narodów.

## Skład
W skład wchodzili ustawowo:
- król (jako przewodniczący)
- prymas (jako głowa duchowieństwa i przewodniczący KEN)
- pięciu ministrów: Pieczęci do spraw wewnętrznych (kanclerz), Pieczęci do spraw zagranicznych (drugi kanclerz), policji (marszałek wielki koronny), wojny (hetman) i skarbu (podskarbi)
- dwóch sekretarzy (bez prawa głosu): jeden protokołujący obrady Straży, drugi ds. zagranicznych

Dodatkowo na posiedzeniach mogli być obecni (bez prawa głosu):
- marszałek Sejmu,
- pełnoletni następca tronu.

## Kompetencje
Straż Praw nie była rządem (Radą Ministrów) w dzisiejszym tego słowa rozumieniu, lecz centralnym organem zarządu państwem działającym pod przewodnictwem króla (wedle art. VII Konstytucji „radą królewską”). Miała ustalać główne kierunki polityki państwa – „rządzić”. Zaś „administrować” miały komisje rządowe (komisje wielkie), do których należały decyzje wykonawcze i techniczne.
Cztery wspólne dla Korony i Litwy komisje wielkie (kolegialne ministerstwa) podlegały Straży Praw, były to Komisje: Policji, Edukacji Narodowej, Wojska i Skarbowa. Członków Komisji powoływał Sejm spoza Izby Poselskiej.
Komisjami kierowali ministrowie, inni od zasiadających w Straży. Minister powołany do Straży nie mógł przewodniczyć w Komisji.
Ustawa z 6 czerwca 1791 rozszerzyła kontrolę Sejmu nad Strażą.
Straż Praw miała przede wszystkim władzę kontrolną, analizowała raporty przesyłane jej z innych instytucji centralnych i lokalnych, ale także z sądów. Zabronione było decydowanie przez nią o sprawach zastrzeżonych dla Sejmu (jak stanowienie ustaw, podatki, ratyfikacja umów międzypaństwowych, sprawy wojny i pokoju) czy sądów. Król nie mógł sam wydawać aktów – jego decyzja po wysłuchanych wszystkich zdaniach przeważać powinna, lecz wymagano kontrasygnaty jego podpisu na rezolucji Straży przez jednego z ministrów, który mógł jej odmówić. Ministrowie byli mianowani przez króla, lecz mogli być pociągnięci do odpowiedzialności przez Sejm w dwu trybach, konstytucyjnym lub parlamentarnym. Postawienie ministra w stan oskarżenia wymagało uchwały sejmowej podejmowanej „prostą większością wotów [głosów] izb złączonych”, oskarżenie rozpatrywał sąd sejmowy. Co 2 lata Sejm w tajnym głosowaniu mógł usunąć ministra większością 2/3 głosów izb połączonych, bez ograniczania jego praw obywatelskich, nominowany jednak na ministra powtórnie mógł być dopiero po upływie lat 6 (trzech sejmowych kadencji). Z urzędu swego zrezygnować zaś mógł minister tylko podczas sesji zwyczajnej sejmu, po zdaniu sprawy z urzędowania.
Wedle art. IX Konstytucji Straż pełniła regencję w razie małoletności, choroby umysłowej lub niewoli wojennej króla.
Marszałek, bez mieszania się do decyzji Rady, powinien zwołać Sejm na nadzwyczajne posiedzenie w sprawach enumeratywnie wymienionych w Konstytucji (zwłaszcza wojna, rozruchy, klęska głodu, śmierć lub choroba króla oraz konflikt między królem a ministrem). Ustawa o Straży nakazywała zwołanie Sejmu w razie konfliktu między Strażą a którąś z komisji wielkich.
Ministrowi pieczęci była podporządkowana kancelaria ds. zagranicznych. Natomiast kancelaria ds. interesów wewnętrznych obsługiwała zarówno Straż Praw, jak i komisje rządowe (wielkie). Minister pieczęci pełnił funkcję ministra sprawiedliwości.